# Битка код Фолкерка
Битка код Фолкерка (енгл. Battle of Falkirk) одиграла се 22. јула 1298. године код места Фолкерк у Шкотској између војске енглеског краља Едварда I и Шкота под вођством националне странке Вилијама Волеса. Битка је део Шкотских ратова за независност, а завршена је енглеском победом.

## Битка
Шкотска војска, поново састављена углавном од копљаника, као код Стирлинга, била је распоређена у четири велика одбрамбена јежа, позната као шилтрони. Дугачким копљима (шиљцима) на различитим висинама истакнуто је да су ове формације импозантан и непробојан изглед. Пукотине између шилтрона биле су испуњене стреличарима, а са стражње стране била је мала група коњаника, коју су осигурали шкотски великаши.
У уторак, 22. јула, енглеска коњица, подијељена у четири батаљона (такође описана као битке), напокон је угледала свог неухватљивог непријатеља. Левом су командовали грофови од Норфолка, Херефорда и Линколна. Десно је било под заповједништвом Антонија Бека, бискупа из Дарама, док је краљ заповиједао центром, још увијек мало удаљеним од стражњег дијела претходнице. Једном када је угледао непријатеља, Норфолк и његове колеге започели су непосредан напад, али након што су наишли на малу мочвару испред шкотских положаја, направили су дугу заобилазницу на запад прије него што су успјели ступити у контакт с десницом Волисове војске. Бек је покушао да задржи сопствени батаљон како би дао краљу времена да стане на позицију, али су га одбацили његови нестрпљиви витезови, који су били спремни да се придруже својим друговима на левој страни у непосредном нападу. У неорганизованом јуришу коњица се коначно сручила на Шкоте, десно и лево.
Шкотски стрелци који је командовао сер Џон Стјуарт из Бонкила, млађи брат Шкотског Високог управника, остали су на свом положају и брзо су уништени. Али шилтрони су се држали чврсто, са витезовима који су остављали слаб утисак на густу шуму дугих копаља и мали број јахача је убијен под њиховим коњима. Краљ Едвард је стигао на вријеме како би свједочио неуспеху његове коњице и брзо обновио дисциплину. Витезовима је наређено да се повуку и Едвард је применио тактику које је гроф од Ворика користио да би поразио велшке копљанике у бици код Маес Моидога 1295. Шкотска лака коњица напала је енглеску тешку коњицу, али је била потпуно надјачана и уништена .

Едвардови стрелци са дугим луковима су доведени на место и брзо су савладали неискусну групу лоше наоружаних шкотских стрелаца. Шилтрони су били лака мета; нису имали никакву одбрану и нигде да се сакрију. Туча стрела је надопуњена самострелом и праћком. Није било могуће повући се или напасти, битка је изгубљена за Шкоте скоро чим су прве стријеле почеле да падају, стрелице су долазиле брзином до 14 стрела у минути по дугом луку. Енглеска коњица је чекала, овај пут чекајући краљеву команду, све док шкотски редови нису били довољно танки да им омогуће да продру у шкотску формацију и проузрокују штету. Енглески коњаници, који су напредовали током енглеског баража по шкотским формацијама, смањили су раздаљину, а шилтрони су коначно почели да се разбијају и расипају. Многи Шкоти су убијени, укључујући Мекдафа, сина грофа од Фајфа. Преживели, укључујући и Волиса, побегли су најбоље што су могли, углавном у оближњу шуму Торвуд, где њихови прогонитељи нису могли безбедно да их прате.